# Achaeus boninensis
Achaeus boninensis is een krabbensoort uit de familie van de Inachidae. De wetenschappelijke naam van de soort is voor het eerst geldig gepubliceerd in 1969 door Miyake & Takeda.